# Confins militaires transylvains
Pour les articles homonymes, voir Transylvanie.

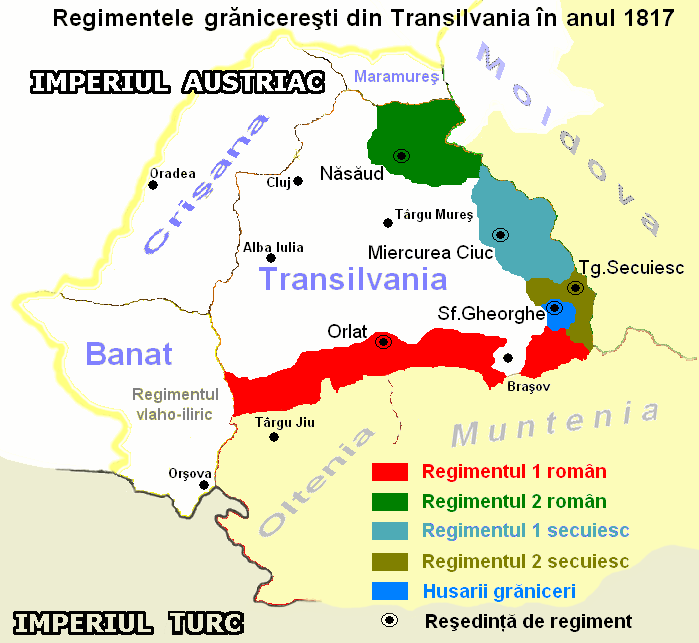
Carte de la frontière militaire transylvaine en 1817

Les Confins militaires transylvains ou Frontière militaire transylvaine (en roumain : Graniţa Militară Transilvăneană ; en allemand : Siebenbürgische Militärgrenze ; en hongrois : Erdélyi határőrvidék), également connue sous le nom de généralat de Transylvanie, était un territoire militaire (1762–1851) de la monarchie de Habsbourg. Ils faisaient partie des confins militaires et couvraient la frontière des principautés de Moldavie et Valachie, vassales de l'Empire ottoman.
Sont institués en 1762 et 1766 les régiments suivants :
- le Premier régiment valaque d'infanterie ;
- le Deuxième régiment valaque d'infanterie ;
- le Premier régiment sicule d'infanterie ;
- le Deuxième régiment sicule d'infanterie ;
- et enfin un régiment sicule de hussards.